# Lagraulet-Saint-Nicolas
Lagraulet-Saint-Nicolas (em occitano:  L'Agraulet Sent Nicolau) é uma comuna francesa na região administrativa da Occitânia, no departamento do Alto Garona. Estende-se por uma área de 16.11 km², com 246 habitantes, segundo o censo de 2018, com uma densidade de 15 hab/km².